# 8 őrült éjszaka
A 8 őrült éjszaka (eredeti cím: Eight Crazy Nights) 2002-ben bemutatott amerikai animációs filmvígjáték-dráma, melyet Seth Kearsley rendezett. A forgatókönyvet Adam Sandler, Allen Covert, Brooks Arthur és Brad Isaacs írta, a producerei pedig Adam Sandler, Allen Covert és Jack Giarraputo voltak.
Az Amerikai Egyesült Államokban 2002. november 27-én mutatták be, Magyarországon 2003. december 8-án adták ki DVD-n és VHS-en.

## Cselekmény
A film Davey Stone, egy 33 éves alkoholista zsidó férfi történetét meséli el a Hanuka ünnep alatt.
Miután nem fizetett egy étteremben és jégszobrokat rongált meg, Davey-t a bíróság 10 év börtönbüntetésre akarja ítélni. Közbeszól Whitey Duvall, egy 70-es éveiben járó önkéntes kosárlabda edző, akit mindenki csak „fura manónak” tart és végül a bíró beleegyezik abba, hogy ha Davey követni fogja Whitey utasításait, akkor nem kell börtönbe mennie.
A két férfi nem teljesít jól a kosárlabda meccsen, Davey gúnyolódik a játékosokon, míg Duvall rohamot kap, ezért leállítják a mérkőzést. Whitey autója Davey lakókocsija előtt elakad és szarvasok szabadítják ki. Az idős férfi nagyon régóta szeretne megszerezni egy díjat, amivel azokat tüntetik ki, akik egész évben sokat tettek a városért. Whitey minden reggel útra kel, hogy pénzt keressen, például építkezéseken dolgozva. Az egyik reggelen ki kell pucolnia egy mobilvécét, de Davey legurítja őt a dombról, majd egy slaggal lelocsolja és a férfi lefagy. A szarvasok újra segítenek neki, most lenyalják róla a jeget. Este a két férfi és az egyik gyerek kosárlabdázó, Benjamin kiállnak kosárlabdázni egy másik csapat ellen: a megállapodás szerint vesztesnek meg kell ennie a nadrágját. Whitey ismét rohamot kap, így végül Benjamin és Davey játszanak és megnyerik a kihívást. Benjamin anyja, Jennifer is megérkezik, aki 20 éve együtt volt Davey-vel de szakítottak, amikor a fiúnak egy kosárlabda meccs közben autóbalesetben meghaltak a szülei. Jennifer kicsit sem örül annak, hogy Benjamin Davey-vel tölti az idejét. 
Jennifer és Davey is hazamennek, de az egyik játékos, aki veszített Stone ellen, felgyújtja a lakókocsiját. Davey ezért kénytelen odaköltözni Whitey-hoz és annak paranoiás nővéréhez, Eleanorához. Azonban a Duvall testvéreknek vannak szabályaik, amiket Davey-nek is be kell tartania, ennek következtében a férfi kezd megjavulni és úgy tűnik, Jennifer is újra szerelmes lesz belé.
Whitey, Eleanore és Davey elmennek korcsolyázni, ahol Whitey elmeséli nővérének Davey történetét szülei elvesztéséről. Davey dühös lesz, mivel utálja, ha olyan emberek szomorúak miatta, akik szerinte soha nem élték át azt, amit ő. Davey betör a plázába, ahol hallucinációi támadnak. Ezek után szenteste busszal próbál megszökni a városból, amikor épp a város díjait adják át. A Duvall testvérek azt hiszik, Whitey fogja megnyerni a város díjazottjának járó címet, de végül egy kampókezű férfi, Tom Baltezor lesz a nyertes. A testvérpár csalódottan elmegy az üres plázába. A busz, amin Stone utazik, defektet kap, így a férfi elmegy a díjátadóra, ahol letartóztatják betöréséért. Azonban Jennifer megszeretné hallgatni a férfit. Davey elmondja, hogy a díj Whitey Duvallt illeti meg, mivel az ő pártját fogta, amikor le akarták tartóztatni. 
Az embereknek eszébe jut, hogy Whitey valóban sokat tett értük és elmennek a plázába odaadni neki az eddigi összes kiosztott díjat.

## Szereplők
| Szereplő          | Eredeti hang  | Magyar hang     |
| ----------------- | ------------- | --------------- |
| Davey             | Adam Sandler  | Csőre Gábor     |
| Whitey            | Adam Sandler  | Csőre Gábor     |
| Eleanore          | Adam Sandler  | Csőre Gábor     |
| Rénszarvas        | Adam Sandler  | Csőre Gábor     |
| Jennifer          | Jackie Titone | Agócs Judit     |
| Benjamin          | Austin Stout  | Szűcs Balázs    |
| Kínai pincér      | Rob Schneider | Kassai Károly   |
| Mesélő            | Rob Schneider | Kassai Károly   |
| Polgármester      | Kevin Nealon  | Rosta Sándor    |
| Bíró              | Norm Crosby   | Áron László     |
| Tom Baltezor      | Jon Lovitz    | Kerekes József  |
| Jennifer fiatalon | Ali Hoffman   | Tamási Nikolett |
| Davey fiatalon    | Josh Uhler    | Baráth István   |